# Tapping The Wheel
Tapping The Wheel is het derde album van de Amerikaanse singer-songwriter Jane-Kelly Williams. Het werd 22 augustus 1995 uitgegeven door Parachute, een sublabel van Mercury.

## Achtergrond
Na eerder twee albums te hebben opgenomen voor het Brusselse label Les Disques du Crepuscule in Europa en Japan tekende Williams in 1993 bij Mercury. Tapping The Wheel werd alleen in Amerika uitgebracht en bevat twaalf nummers waaronder nieuwe versies van Nothing But The Wind en Carry Him die eerder waren opgenomen voor Unexpected Weather (1989). De enthousiaste pers vergeleek het album met Sheryl Crow. Diverse nummers werden gebruikt voor film- en tv-soundtracks waaronder Ed's Next Move (I'm Just Feelin' It Now) en Picture Perfect (Show Me How To Catch A Fish).

## Tracklijst
1. Horizon
2. The Answer Man
3. Breaking In To The Past
4. I'm Just Feelin' It Now
5. Show Me How To Catch A Fish
6. These Things
7. 15 Seconds Of Grace
8. Come On Spring
9. Emotional Memory
10. Nothing But The Wind
11. Pizza Man
12. Carry Him